# Joris Chamblain
 (juin 2019).
Œuvres principales
- Série Les Carnets de Cerise
- Série Sorcières Sorcières
- Série Enola et les animaux extraordinaires

Joris Chamblain, né le 29 janvier 1984, est un scénariste et auteur de romans français.

## Biographie
Joris Chamblain est un scénariste de bande dessinée et auteur de romans et albums jeunesse connu notamment pour avoir publié, en collaboration avec Aurélie Neyret au dessin, sa première série de bande dessinée, Les Carnets de Cerise qui rencontrera un grand succès, et qui gagne notamment le Prix Jeunesse lors du Festival international de la bande dessinée d'Angoulême en 2014.
Les albums de Joris Chamblain sont traduits dans plusieurs langues et distribués dans plusieurs pays.

## Œuvres
Série Les Carnets de Cerise, dessinatrice Aurélie Neyret
- Les Carnets de Cerise, tome 1 : Le Zoo pétrifié, Soleil Productions, 2012
- Les Carnets de Cerise, tome 2 : Le Livre d'Hector, Soleil Productions, 2013[5]
- Les Carnets de Cerise, tome 3 : Le Dernier des cinq trésors, Soleil Productions, 2014[6]
- Les Carnets de Cerise, tome 4 : La Déesse sans visage[7], Soleil Productions, 2016
- Les Carnets de Cerise, tome 5 : Des premières neiges aux perséides[8], Soleil Productions, 2017
- Les Carnets de Cerise et Valentin (tome hors-série), Soleil Productions, 2018

Série Le Cœur en Braille, dessin Anne-Lise Nalin, d'après le roman de Pascal Ruter
- Le Coeur en braille, Editions Dargaud, 2023[9],[10]

Série Alyson Ford, dessins Olivier Frasier 
- Alyson Ford, tome 1 : Le temple du jaguar, Editions Vent d'Ouest, 2021
- Alyson Ford, tome 2 : Le dernier chaman, Editions Vent d'Ouest, 2023

Série Les Souris du Louvre, dessins Sandrine Goalec
- Les Souris du Louvre, tome 1 : Milo et le monde caché[11], Editions Delcourt et Editions du Louvre, 2018
- Les Souris du Louvre, tome 2 : Le Damier de Babel, Editions Delcourt et Editions du Louvre, 2019
- Les Souris du Louvre, tome 3 : Le serment oublié, Editions Delcourt et Editions du Louvre, 2021
- Les Souris du Louvre, tome 4 : Le clan de la couronne, Editions Delcourt et Editions du Louvre, 2022
- Les Souris du Louvre, tome 5 : La plume et l'épée, Editions Delcourt et Editions du Louvre, 2023

Série Gaby aux craies de couleur, dessin Margot Renard
- Gaby aux craies de couleur tome 1, Editions Kennes, 2021
- Gaby aux craies de couleur tome 2, Editions Kennes, 2022

Série Mickey et Cie
- Picsou : Le dragon de Glasgow, Editions Glénat, 2022
- Mickey All Stars (collectif), Editions Glénat, 2019

Série Journal d'un enfant de lune, dessin Anne-Lise Nalin
- Journal d'un enfant de lune, Editions Kennes, 2017

Série Sorcières Sorcières, dessins Lucile Thibaudier
- Sorcières Sorcières, tome 1 : Le Mystère du jeteur de sort, Editions Kennes, 2014
- Sorcières Sorcières, tome 2 : Le Mystère des mangeurs d'histoires, Editions Kennes, 2015
- Sorcières Sorcières, tome 3 : Le Mystère des trois marchands, Editions Kennes, 2016
- Sorcières Sorcières, tome 4 : Le Mystère des fleurs de tempête, Editions Kennes, 2017
- Sorcières Sorcières, tome 5 : Le mystère du monstre noir, 2019
- Sorcières Sorcières, tome 6 : Le mystère des enfants disparus, 2021
- Sorcières Sorcières, Hors-série : Les recettes d'Harmonie et Miette, 2022
- Recueil : Sorcières Sorcières Recueil tomes 1 à 3, Editions Kennes, 2017

Série Enola et les animaux extraordinaires, dessin Lucile Thibaudier
- Enola et les animaux extraordinaires, tome 1 : La Gargouille qui partait en vadrouille, Éditions de la Gouttière, 2015
- Enola et les animaux extraordinaires, tome 2 : La Licorne qui dépassait les bornes, Éditions de la Gouttière, 2016[12]
- Enola et les animaux extraordinaires, tome 3 : Le Kraken qui avait mauvaise haleine, Éditions de la Gouttière, 2017
- Enola et les animaux extraordinaires, tome 4 : Le yeti qui avait perdu l'appétit, Éditions de la Gouttière, 2018[13]
- Enola et les animaux extraordinaires, tome 5 : Le loup garou qui faisait d'une pierre deux coups, Éditions de la Gouttière, 2019[14]
- Enola et les animaux extraordinaires, tome 6 : Le griffon qui avait une araignée au plafond, Éditions de la Gouttière, 2019
- Enola et les animaux extraordinaires, tome 7 : La sirène qui avait les yeux de Chimène, Éditions de la Gouttière, 2023
- Enola et les animaux extraordinaires, Recueil tomes 1 à 3, Éditions de la Gouttière, 2019
- Enola et les animaux extraordinaires, Recueil tomes 4 à 6, Éditions de la Gouttière, 2021

Série Nanny Mandy, dessins Pacotine, couleurs Virginie Blancher
- Nanny Mandy, tome 1 : Mathis et le Grand Trésor, Kennes, 2015
- Nanny Mandy, tome 2 : Antoine aime tout ce qui brille, Kennes, 2016
- Nanny Mandy, tome 3 : Dans le cœur de Célia, Kennes, 2020

Série Yakari, dessin Derib ; d'après Job
- Yakari, tome 39 : Le Jour du silence, Le Lombard, 2016[15]
- Yakari, tome 40 : L'esprit des chevaux, Le Lombard, 2019

Série Lili Crochette et Monsieur Mouche, avec Olivier Supiot
- Lili Crochette et Monsieur Mouche, tome 1 : Le Fléau du bord de l'eau, Éditions de la Gouttière, 2017
- Lili Crochette et Monsieur Mouche, tome 2 : La nounou vaudou, Éditions de la Gouttière, 2017
- Lili Crochette et Monsieur Mouche, tome 3 : Sacrilège au p'tit déj, Éditions de la Gouttière, 2018
- Lili Crochette et Monsieur Mouche, tome 4 : Nuit blanche pour une revanche, Éditions de la Gouttière, 2018
- Lili Crochette et Monsieur Mouche, tome 5 : La tornade en promenade, Éditions de la Gouttière, 2019
- Lili Crochette et Monsieur Mouche, tome 6 : Double Trouble, Éditions de la Gouttière, 2021

Bande dessinées (One-shot et collectifs)
- La Recherche d'emploi, Bac@BD, 2010, dessins Tyef
- Les Tuniques Bleues hors série, Des histoires courtes par... (collectif), Dupuis, 2016
- La Galerie des Gaffes (collectif), Dupuis, 2017
- La vie compliquée de Léa Olivier Hors Série : A l'heure où dorment les balançoires, Kennes, 2018
- Le Marsupilami, Des histoires courtes par... tome 2 (collectif), Dupuis, 2018
- Football Academy, Kennes, 2022

Romans
- Furie, Auzou, 2014
- Sorcières Sorcières, roman tome 1, Le mystère du jetteur de sorts, Kennes, 2014
- Sorcières Sorcières, roman tome 2, Le mystère des mangeurs d'histoires, Kennes, 2015
- Sorcières Sorcières, roman tome 3, Le mystère des trois marchands, Kennes, 2016
- Nanny Mandy, roman tome 1, Mathis et le grand trésor, Kennes, 2016

Album jeunesse
- L’oiseau piégé – Collectif « Mon livre des vacances à la mer », Grenouille, 2013
- La grotte de l’ours – Collectif « Mon livre des vacances à la montagne », Grenouille, 2013
- Bernardo le Tyrano – Collectif « 7 jours avec les dinosaures », Grenouille, 2014
- Quand papa n’est pas là (co-écrit avec Lucile Thibaudier), La Palissade, 2016

Communication
- L’étrange aventure de la famille Winter, The Walt Disney Company France, 2013
- Happy Ness, Porter Novelli / HP, 2015

## Principaux prix et distinctions
Les principaux prix en littérature jeunesse sont disponibles sur le site de référence de Ricochet.
- Sélection jeunesse du Festival d'Angoulême 2013 pour Les carnets de Cerise, tome 1 : Le Zoo pétrifié, avec Aurélie Neyret
- Prix Jeunesse du festival d'Angoulême 2014[17] pour Les Carnets de Cerise, tome 2 : Le Livre d'Hector, avec Aurélie Neyret
- Prix Livrentête 2014[18] Catégorie BD Junior, pour Les carnets de Cerise, tome 1 : Le Zoo pétrifié, avec Aurélie Neyret
- prix de l'enseignement 41 pour le Jeune Public pour Les Carnets de Cerise, Le Livre d'Hector, en 2014[19]
- Prix Saint-Michel, Catégorie Humour-Jeunesse 2015 pour Les Carnets de Cerise, tome 3 : Le Dernier des cinq trésors , avec Aurélie Neyret
- Prix Livrentête 2016[18] Catégorie Première BD, pour Enola et les animaux extraordinaires, tome 1 : La Gargouille qui partait en vadrouille avec Lucile Thibaudier
- Prix Paille en Queue 2016[20] du Salon du Livre jeunesse de l'océan Indien, Catégorie 5e-4e pour Les Carnets de Cerise tome 4 La Déesse sans visage, avec Aurélie Neyret
- Prix Conseil départemental 2018 pour Le Journal d'un enfant de Lune (avec Anne-Lise Nalin)[21]
- Prix Livrentête 2019[18] Catégorie BD Junior, pour Journal d'un enfant de lune avec Anne-Lise Nalin